# Con Kolivas
Con Kolivas ist ein australischer Anästhesist. Unter  Linux-Benutzern ist er für seine frühere Arbeit am Linux-Kernel bekannt.

## Leben und Werk
Bis 2007 pflegte er in seiner Freizeit neben seiner Tätigkeit als Arzt ein eigenes Kernel-Patchset, welches insbesondere den von ihm entwickelten Staircase-Deadline-Scheduler enthielt. Es sollte  die Leistung auf Desktop-Systemen verbessern. Dieses Patchset bot er auf einer eigenen Seite an.
Daneben entwickelte er auch ein eigenes Benchmark-Programm namens ConTest, um die Geschwindigkeit unterschiedlicher Linux-Kernel vergleichen zu können.
Ursprünglich wollte er seine Arbeit nicht in den offiziellen Linux-Kernel einpflegen, ließ sich dann aber doch von einigen Kernel-Entwicklern und vielen Anfragen von Endanwendern dazu überreden. So begann er, seine Patches in den offiziellen Kernel einzubringen. Diese teils sehr aufwendige Arbeit nahm ihm jedoch den Spaß an der Entwicklung seiner Patches. 2007 gab er schließlich in einer E-Mail seinen Rückzug von der Kernel-Entwicklung bekannt und erläuterte seine Gründe in einem Interview. Insbesondere beklagte er sich über die großen Schwierigkeiten bei der Integration seiner Patches in den offiziellen Kernel-Zweig. Und inzwischen hatte Ingo Molnár mit dem Completely Fair Scheduler eine eigene Implementierung eines neuen Schedulers entwickelt, die sehr schnell den Weg in den Linux-Zweig fand. Kolivas beendete seine Arbeiten mit dem letzten Patchset für Kernel 2.6.22.
Am 31. August 2009 veröffentlichte Kolivas den neuen Brain Fuck Scheduler für den Linux-Kernel. Auch dieser Scheduler ist primär für den Desktop-Einsatz gedacht und soll insbesondere bei Zwei- und Vierkern-Prozessoren besser skalieren. Der Name ist bewusst provokativ gewählt, wie er in der zugehörigen FAQs schreibt.
Kolivas, stammend aus Fairfield, ist mit Despina Kolivas verheiratet und lebt in Melbourne.